# 伊東乾 (作曲家)
伊東 乾（いとう けん、1965年1月27日 - ）は、日本の作曲家、指揮者、作家。

## 略歴
1983年武蔵高等学校卒業、1990年東京大学理学部物理学科卒業、1992年東京大学大学院理学系研究科物理学専攻修士課程修了、1995年同博士課程単位取得退学、1999年東京大学大学院総合文化研究科超域文化科学専攻博士課程修了、博士（学術）。
慶應義塾大学兼任講師を経て、2000年東京大学大学院情報学環助教授、2007年准教授、2023年教授。
学生時代から、音楽家として活動。また作家として、『さよなら、サイレント・ネイビー－地下鉄に乗った同級生』で開高健ノンフィクション賞を受賞した。同作は、大学1年のころに知り合い、後には共同論文執筆者ともなったオウム真理教の豊田亨を取り上げた作品である。1999年に担当弁護士から連絡を受けてから接見を続け、2009年に最高裁で死刑が確定してからも特別交通許可者として月に一度の接見を行った。2018年7月26日も接見のため東京拘置所を訪れたがこの日は刑務官に断られてしまい、待合室に滞在している間に豊田ら旧オウム信者6人の死刑が執行された。

## 受賞歴
- 第1回出光音楽賞[7]
- 東京都政50周年記念管弦楽作曲コンクール1位なし第2位（1993年）[8]
- 武満徹作曲賞第2位[9]
- Hellenikon Idyllion-Wettbewerb 第2位[10][11]
- 開高健ノンフィクション賞[12]

## 作品
- 変奏曲（室内アンサンブル）Variation（1981-82年）
- 戦傷（ソプラノ、テノールとオーケストラのためのミニチュア・オペラThe Wound（1982-83年）
- Meteore Galactique（8トロンボーン）(日本大学芸術学部トロンボーンアンサンブル委嘱)（1987年）
- Clarte Statique（6バリトン、3チューバ）（日本大学芸術学部バリトン・チューバアンサンブル委嘱）（1988年）
- 解放（室内アンサンブル）emancipation(1987-88年)
- Raummusik nach J.S.Bach（4バリトン、4チューバ）（日本大学芸術学部バリトン・チューバアンサンブル委嘱）（1989年）
- 朝（打楽器、声）mo(u)rning（1988-90年）
- 観測（室内アンサンブル）measurement（1990年）
- 天路歴程（オーケストラ、混声合唱）Pilgrim's Progress（1990年）
- 嬬艮（フルート、ピアノ）Dugong（1991年）
- 天涯の碑（オーケストラ）A Crucifix in Exile（1991-92年）（京都市交響楽団委嘱作品[13]）
- 宇宙樹の森（ウインドオーケストラ） Forest of Dendrocosmos（1992-93年）（東京佼成ウインドオーケストラ委嘱作品）
- コスモストロフ・カンゲンサイバラ（ピアノとオーケストラ）Cosmostrophe - Quan-quen Sai-ba-raq（1993年）
- ミカ サッフォーの詩による愛と死の歌（ソプラノ、トランペットとオルガン）Mika（1993年）
- フェスティナ・レンテ ゆっくり急げ！1（フルート、トランペット、ライブエレクトロニクス） Festina Lent（1993-94年〉
- フェスティナ・レンテ ゆっくり急げ！2（フルート、トランペット、オーケストラとライブエレクトロニクス）Festina Lent（1994年）（東京フィルハーモニー交響楽団委嘱作品）
- 波濤図 Sueges（1995年）Invited piece by Musiana Festival, Denemark.
- 原喧騒 Das Urgeraeusche（1995-96年）Commissioned by Elision Ensemble
- フロリダ三角形 Florida Triangle 高橋悠治、Phillip Gerbとのイヴェント（1996年）
- ダイナモルフィア（互いに調律の異なる3群のアンサンブル）Dinamorphia（1998年）
- マルセル・デュシャンとジョン・ケージによる能オペラ 邯鄲Quand/Temps（1999年）（アートキャンプ白州 能楽ワークショップ/新潟市民文化会館武満徹追悼プロジェクト委嘱・制作作品）
- 飛花落葉・ナガサキ（琴歌）(1999年)（吉村七重委嘱）
- 松浦寿輝の三つの詩（ソプラノとピアノ）(2000年)（岩崎淑委嘱）
- 交響楽 KouKyouRaku=Philharmonia（2001年）（読売日本交響楽団委嘱作品）
- 朝 声のめざめ（混声合唱）Mo(u)rning（2001年）（東京混声合唱団委嘱作品）
- 説教あぽとおしす縁起（雅楽と声明）（2002年）（神奈川県立音楽堂委嘱作品）
- 小乱声・囀・音取（ピアノと木管）（2002年）（一柳慧委嘱）
- 大岡信の二つの詩（木馬・光のくだもの）（テノールとピアノ）（2003年）（新しいうたを作る会委嘱作品）
- Positions（木管と打楽器）（2005年）
- 百折不撓（弦楽合奏とハープ、チェレスタ）Hyakusetsu Futo（2005年）
- 無窮花 Mugunfa（トランペット）（2006年）（曽我部清典委嘱）
- 調教と傷心のアメリカ（バリトン、トランペット、ピアノ）America, trained and heart-broken...（2007年）（双子座三重奏団委嘱）
- 北斎による眩惑（12打楽器）Revertige apres HOKUSAI（2007年）
- 無窮花 Mugunfa for Piccolo solo（2022年）
- Kipchak Dirge for Bass Flute solo（2022年）[14]

## 演奏
- 松平頼則 Yoritsune MATSUDAIRA 源氏物語 Le dit de GENJI 世界初演（1995年）
- ジョン・ケージ John CAGE “OCEAN”（1998年）（with Merce Cunningham Dance Company）
- テロスを消去…1999 大野一雄、磯崎新、一柳慧とのセッション (To extinguish Telos (1999) with Kazuo OHNO, Arata ISOZAKI & Toshi ICHIYANAGI)
- 武満徹 Toru TAKEMITSU 一柳慧のためのブルーオーロラ Blue Aurora for Toshi ICHIYANAGI(Toru TAKEMITSU)（2000年）（一柳慧と）
- アート・テクノロジ・ブレイン1（バルトーク 弦楽器・打楽器とチェレスタのための音楽 ほか）（2002年）
- 脳機能可視化同時測定演奏（東京藝術大学奏楽堂 ヒロシマ・ナガサキ60年平和祈念コンサート、ワーグナー「ローエングリン」抜粋、バルトーク「中国の不思議な役人」、松村禎三「交響曲」、ブーレーズ「デリーヴ1」ほか）（2005年）

## 著書
- 『さよなら、サイレント・ネイビー 地下鉄に乗った同級生』集英社 2006年　のち文庫
- 『東大式絶対情報学』講談社 2006年
- 『超「東大脳」の育て方』PHP研究所 2007年
- 『ケダモノダモノ 調教と傷心のアメリカ』集英社 2007年
- 『バカと東大は使いよう』朝日新書 2008年
- 『日本にノーベル賞が来る理由』朝日新書、2008年
- 『楽しい騙しのインテリジェンス? マリック直伝!サギのイロハと撃退法』にんげん出版 モナド新書 2009年
- 『ルワンダ・ワンダフル!』解放出版社 シリーズ向う岸からの世界史　2009年
- 『「笑う脳」の秘密! 賢い人のアタマは何が違うのか?』祥伝社 2009年
- 『ニッポンの岐路裁判員制度 脳から考える「感情と刑事裁判」』洋泉社 新書y 2009年
- 『サウンド・コントロール 「声」の支配を断ち切って』角川学芸出版 2011年
- 『指揮者の仕事術』光文社新書 2011年
- 『人生が深まるクラシック音楽入門』幻冬舎新書 2011年
- 『笑う親鸞 楽しい念仏、歌う説教』河出書房新社 2012年
- 『なぜ猫は鏡を見ないか? 音楽と心の進化誌』NHKブックス 2013年
- 『しなやかに心をつよくする音楽家の27の方法』晶文社 犀の教室 2014年
- 『「聴能力!」 場を読む力を、身につける。』ちくま新書 2015年

### 共編著
- 『反骨のコツ』（団藤重光著、編著）朝日新書、2007年
- 『知識・構造化ミッション 大学は表現する』松本洋一郎、小宮山宏監修 藤原毅夫、丸山茂夫共編 日経BP社 日経ビズテック・ブックス 2005年
- 『低線量被曝のモラル』一ノ瀬正樹、影浦峡、児玉龍彦、島薗進、中川恵一共編著 河出書房新社 2012年

### 寄稿
- 『東大発「ヘイト書き込み」への心からのお詫び』JBpress 2019年[15]

## 親族
- 外交官の藤田敏郎は曾祖父[16]。